# 85773 Gutbezahl
85773 Gutbezahl è un asteroide della fascia principale. Scoperto nel 1998, presenta un'orbita caratterizzata da un semiasse maggiore pari a 2,4386764 UA e da un'eccentricità di 0,1255117, inclinata di 5,52996° rispetto all'eclittica.